# マリオとワリオ
『マリオとワリオ』 (MARIO & WARIO) は、1993年8月27日に任天堂より発売されたスーパーファミコン向けコンピュータゲームソフトである。
『マリオペイント』（1992年）と並んで、数少ないスーパーファミコンマウス専用ソフトである。マウスが同梱されたバージョンと、ソフトのみの単独バージョンが展開された。『マウス専用マリオとワリオ』をこのソフトの正式名称とする場合もあるので索引等では注意を要する。日本以外の地域では発売されていない。
キャッチコピーは「マウスで決着つけてくれ。」。

## ゲーム内容

### システム
プレイヤーは妖精ワンダとなり、マウスでワンダを操作してゲームを進行する。前が見えないためにひたすら前進を続けるマリオ（もしくはピーチやヨッシー）を、ステージ中のどこかで待機するルイージの元に導けばステージクリアとなる。道中には数々の罠や敵があり、ワンダが自動的に歩行するキャラクターを叩いて歩く向きを変えたり、杖の魔法によりブロックを出現させたり、破壊したり、敵を攻撃したりしなければならない。
誘導するキャラクターはワールド選択時にマリオ、ピーチ、ヨッシーの3人から1人を選ぶ。足の速さがキャラクターによって異なっており、ピーチは遅く、マリオは標準、ヨッシーは速く設定されている。落下スピードも移動スピードに比例する。また、一定の高さから落下すると着地時に硬直が起こるが、この高さも使用キャラクターによって差がある。キャラクターが速く動くほどマウスによる素早い対処が要求されるため、操作の難しさはヨッシー⇒マリオ⇒ピーチの順となる。しかし、このゲームには時間制限があるので、後半のステージではキャラクターの足が遅いと攻略が難しく、本来初心者用のキャラクターであるピーチは終盤では事実上上級者用のキャラクターとなっている。しかし、ピーチでも全面クリアすることは不可能ではない。ワールドクリアまたはゲームオーバーになるごとに誘導するキャラクターは選び直せる。ゲームオーバー時はコンティニューを選択することでゲームオーバーとなったステージからやり直せるが、ワールド9およびワールド10の場合は9-1からやり直しとなる。

### ブロック・仕掛け
フリップフロップブロック（FFブロック）
点線の四角で示され、四角の内部を魔法の杖で叩く度に出現・消滅を繰り返す。出現している間はマリオ達がブロックの上を歩行できるほか、動いている敵キャラが点線内に重なったタイミングでブロックを出現させることで敵の動きを止めることもできる。ブロックの上をマリオ達が歩行中にブロックを消滅させるとマリオ達は落下してしまう。
タイマーブロック
FFブロックと同様の点線四角形の内部に時計の絵が描かれたもの。魔法の杖で叩くと出現するが、一定時間経つと消滅してしまう。やはり出現している間はマリオ達がブロックの上を歩行できるが、歩行中にブロックが消滅するとマリオ達は落下してしまう。
コインブロック
壁や床に設置されている、コインの絵が描かれたブロック。魔法の杖で叩くことで最大10枚のコインを獲得することができる。
ひびブロック
魔法の杖で叩くと破壊されて消滅する。一度壊してしまうと元には戻せない。誤ったひびブロックを破壊すると一部のアイテムが獲得できなくなったり、ゴールへのルートが失われクリアが不可能になるステージも存在する。
ネバネバブロック
床に設置されており、粘着面の上を歩く時は歩行速度が大幅に低下してしまう。しかし魔法の杖で叩くことで回転し、粘着面とそうでない面を反転させることができる。
スイッチブロック
赤と青のブロックがあり、赤が出現している時は青が消滅、青が出現している時は赤が消滅している。魔法の杖で叩く度にそれぞれの出現・消滅が切り替わる。
風船ブロック
一定時間おきに伸縮を繰り返している。大きくなっている状態でのみブロックの上を歩行でき、しぼんでいる時は上を歩くことができない。上を歩行中にブロックがしぼむとキャラクターは落下してしまう。
ジャンプブロック
上に乗ると上方へジャンプする。ジャンプブロックのサイズにかかわらず、ジャンプする距離は大ブロック4個分。
ビックリブロック（隠しブロック）
消滅している時は完全に姿が見えないブロック。叩いたときの挙動はフリップフロップブロックと同様。
トゲブロック
触れてしまうとその瞬間1ミスになる。
エレベータ
マリオ達が重なると自動でそのエレベータの一番上まで移動させられる。逆に下へ移動することはできず、また途中で降りることもできない。移動中にマリオ達の向きを変えることは可能。

### アイテム
各ステージ中あらかじめ決められた場所に配置されている。アイテムにワンダを重ねても取得したとはみなされず、アイテムを得るにはマリオたちをアイテムが置かれた場所まで誘導しなければならない。
スター
ワールド2以降の全てのステージに登場。一つのステージに4つ散りばめられており、1つ回収するごとに200点→400点→800点→1UPとなり、最後の4つ目が残るとスターの色が変わる。また、回収前に魔法の杖で叩くと踊りだし、それとは別に1つにつき1回まで100点がもらえる。
タイムキノコ
赤色の傘に白い斑点のあるキノコ。他のマリオシリーズにおけるスーパーキノコと同じ形状。拾うと残りタイムがある程度回復する。
1UPキノコ
緑色の傘に白い斑点のあるキノコ。他のマリオシリーズにおける同名アイテムと同じ形状。拾うと残機数が1増える。
コイン
コインブロックとワールドクリア時のミニゲームで獲得でき、100枚集めると残機が1増える。

### 公式ガイドブックとの連動企画
100面を全てクリアすると、最後にプレイの結果が表示される。この時のプレイ記録を、公式ガイドブックでチャンピオンが出した「5つの部門」の記録と競わせる、という企画があった。5つの部門は以下の通り。
- ハイスコアを目指す（ワリオカップ）
- 全てのスターを獲得（マリオカップ）
- 最速タイムを目指す（ヨッシーカップ）
- ピーチで全面クリア（ピーチカップ）
- 最少クリックを目指す（ワンダカップ・クリック数も記録にカウントされる）

このうち1つの部門でもチャンピオンの記録に並ぶか上回った場合（ワンダカップの場合は並ぶか下回った場合）、それを証明する写真を発行元の小学館に提出することで景品をもらうことができた。当時の小学館の任天堂公式ガイドブックでは『ファイアーエムブレム外伝』の「伝説の槍」収集企画など、このようなチャレンジ企画がたびたび行われていた。
ここでのチャンピオンとは全員このゲームの制作スタッフであり、その全員が芸名をつけてポーズをとっていた。

## 設定

### ストーリー
マリオたちは妖精の森にやって来るが、ルイージが迷子になる。マリオたちはルイージを探しに行くのだが、途中でワリオにバケツを被せられ、前が見えなくなってしまう。マリオ、ピーチ、ヨッシーの3人は妖精ワンダの導きにより、ルイージの元を目指す。

### コース
10のワールドと1つのエキストラステージにそれぞれに10面ずつあり、全部で110面ある。ワールドによってワリオに被されるマリオ達の被り物が異なる。ゲーム開始時にワールド1からワールド8まで自由に選ぶことができ、ワールド8をクリアするとワールド9、ワールド9をクリアするとワールド10に挑戦できる。エンディングを見るのが目的であればワールド1からワールド7はクリアする必要がない。

#### ワールド
ワールド1：妖精の森
最も簡単なマップ。他のところと違い、マップが1画面で収まる狭さが特徴。被り物はバケツ。背景キャラはハナチャン。
ワールド2：ヨス湖
湖畔のマップ。1ステージで4つ獲得すると1UPするスターが初登場。被り物はヨッシーの卵の殻。背景キャラはヨッシーの親子
ワールド3：くもとり山
一定時間で消えるタイマーブロックが多いので、のんびりしているとクリアできない。被り物はタル。背景キャラはマントガメ。
ワールド4：氷の洞窟
氷のマップ。コウモリの敵コモリンが多く出没する。ネバネバブロックが登場。被り物は土管。背景キャラはドラボン。
ワールド5：炎の洞窟
溶岩のマップ。壺型の敵ツボーンの吐く炎に気をつけなければならない。被り物は壺。背景キャラはウンババ。
ワールド6：プクプク海
海のマップ。スイッチブロックが多いのが特徴。被り物はクラゲ。背景キャラはプクプクとブクブク。
ワールド7：バルーンブリッジ
雲のマップ。一定周期で膨張・収縮を繰り返すバルーンブロックがある。被り物は雲。背景キャラはジュゲム。
ワールド8：カラカラ砂漠
砂漠のマップ。炎の敵グリグリが多い。被り物は帽子。背景キャラはサンボ。
ワールド9：ワリオの庭
8面クリア後にプレイできる。被り物並びに背景キャラはパックンフラワー。これまでに登場してきた仕掛けが総登場し、特に狭い通路をウニボーを避けながら進むステージが多い。さらに、今まではゲームオーバーになってもそのステージから再開できたが、ここからはどのステージでゲームオーバーになっても必ず9-1まで戻されるため、厳しい。
ワールド10：ワリオ邸
9面クリア後にプレイできる、ラストマップ。ワールド10でゲームオーバーになるとワールド9-1からやり直しとなり、かなり厳しい。仕掛けがさらに複雑に複合し、ゴールへのルートを探し出すのも困難なステージが増える。被り物はドラム缶。背景キャラはドッスン。このワールドをクリアするとお返しとばかりにワリオにドラム缶を被せて墜落させる。
エキストラ
エンディング後にプレイできる、おまけマップ。難易度は非常に高い。足の速いヨッシーでないとクリアは困難。通称「詰めマリワリ」。被り物はない。前が見えるはずだが、マリオ達が直進しかしてくれないのは通常と同じ。背景キャラはキノコとフラワーとスター。
また、ワールド9まではクリア後にボーナスステージが登場する。ブルドック号に乗って登場するワリオを叩くと、叩いた回数だけコインが手に入る。さらに一定回数以上叩くと、ブルドック号が爆発してワリオもろともボロボロになる。

## 敵キャラクター
マリオ達が直接接触したり攻撃を受けたりすると1ミスとなる。ワンダが敵キャラクターに接触したり攻撃を受けてもペナルティは一切ない。魔法の杖で倒せる敵もいるが、多くは倒す手段がなく、マリオ達や敵キャラを誘導して攻撃を回避したり画面外に消すなどして対処しなければならない。
ドドリゲスJr.
主にワールド2とワールド7に出現。その場から動くことはないが、足場が消えると下へ落下する。ワールド7では上方から大量に降ってくる場面もある。魔法の杖で叩くと消滅する。
コモリン
主にワールド4に出現。天井に止まっているが、マリオ達が近づくと4匹に分かれて降下してくる。天井に止まっている時点では4回、降下してきた後はそれぞれ1回の攻撃で消滅する。
ツボーン
主にワールド5に出現。壁や天井に張り付き、連続で火の玉を発射する。接地している壁が消えると、そのまま落下して消滅する。接地している壁が消せない場合は倒すことはできない。火の玉はサイズが小さくスピードが速いが魔法の杖で消すことができる。
斜めツボーン
左下または右下方向を向いているツボーン。通常のツボーンよりも火の玉の発射間隔が短く、杖で叩くと左右反転する。
ウニボー
主にワールド6、ワールド9に出現。決まった位置を往復している。無敵キャラで、杖で攻撃しても倒すことはできない。紫色のものは上下に、黄色のものは左右に動く。フリップフロップブロック等で閉じ込めることもできる。
グリグリ
主にワールド8に出現。壁面を左手の法則に従って移動する。杖で攻撃すると小さくなり、当たり判定の縮小や移動速度の低下が発生して弱体化するが、完全に倒すことはできない。壁面にしていたブロックが消された場合は別の壁にぶつかるまでそのまま進み続け、場合によってはそのまま画面外へ消えていく。フリップフロップブロック等で閉じ込めることもできる。

## 開発
- 開発は『ヨッシーのたまご』（1991年）を手掛けたゲームフリークが担当。
- 当初はスーパースコープ用ゲームとして企画されたが紆余曲折の末マウス用ゲームとなった[1]。
- マリオたちがひたすら直進する、という行為に説得力を持たせるため「バケツを被せて目隠しをさせる」というアイデアを提案したのはエグゼクティブ・プロデューサーの横井軍平である[2]。
- 音楽を担当した増田順一によれば、当時ガムランにはまっていた事もありBGMを和楽器を取り入れた和風テイストのものにしようと構想していたものの、当時任天堂に在籍していた田中宏和にアドバイスを求めたところ「ちょっと違うんちゃうかなぁ！」「それはお客さんが望んでいるか？」と諭され取りやめたという[3]。
- 同じくゲームフリーク開発の作品である『ポケットモンスター 赤・緑・青・ピカチュウ』・『ファイアレッド・リーフグリーン』では、ゲーム中で調べるとヤマブキシティのモノマネむすめの部屋に「マリオがバケツをかぶってあるいていくゲーム」と表示されるスーパーファミコンがある。本作は日本以外では発売されていないが、日本版以外の同作品中においても上記のメッセージは表示される。
- マリオペイントに同梱されたフライヤーに「マウス専用ゲーム第二弾、BLACK OUT 発売」と言う趣旨の内容が書かれていたが決して発売されることはなかった。しかし、2020年のリークの中に左に歩き続ける夢遊病患者をマウスで導く、無題のゲームが発掘され、一部でこのゲームの元になったのではと言われている。

## スタッフ
- ゲーム・デザイン、ディレクター：田尻智
- プログラム：西橋倫治、増田順一
- キャラクター・デザイン：杉森建、藤原基史
- 音楽：増田順一
- マップデザイン：田尻智、森本茂樹
- サウンド・プログラム：大久保高嶺、三村和成
- スペシャル・サンクス：小田部羊一、田中宏和、出石武宏、濱野美奈子、石川こずえ、大久保良一、とみさわ昭仁、太田健程、西田敦子
- プロデューサー：加納誠（任天堂）、石原恒和（エイプ）
- エグゼクティブ・プロデューサー：横井軍平（任天堂）

## 評価
ゲーム誌『ファミコン通信』の「クロスレビュー」では、7・8・7・7の合計29点（満40点）、『ファミリーコンピュータMagazine』の読者投票による「ゲーム通信簿」での評価は以下の通りとなっており、23.0点（満30点）となっている。
| 項目 | キャラクタ | 音楽 | お買得度 | 操作性 | 熱中度 | オリジナリティ | 総合 |
| 得点 | 4.2        | 3.7  | 3.7      | 3.7    | 3.8    | 3.9            | 23.0 |